# Северное (Белогорский район)
Се́верное (до 1948 года Джепа́р; укр.  Сєверне, крымскотат. Ceppar, Джеппар) — село в Белогорском районе Республики Крым, входит в состав Васильевского сельского поселения (согласно административно-территориальному делению Украины — Васильевского сельского совета Автономной Республики Крым).

## Население
| 2001 | 2014 |
| ---- | ---- |
| 166  | ↘100 |

Всеукраинская перепись 2001 года показала следующее распределение по носителям языка
| Язык             | Процент |
| ---------------- | ------- |
| русский          | 47.59   |
| крымскотатарский | 46.39   |
| украинский       | 3.01    |
| другие           | 0.6     |

### Динамика численности
| - 1805 год — 35 чел. - 1864 год — 43 чел. - 1889 год — 111 чел. - 1892 год — 57 чел. - 1900 год — 112 чел. | - 1926 год — 155 чел. - 1989 год — 124 чел. - 2001 год — 166 чел. - 2009 год — 144 чел. - 2014 год — 100 чел. |

## Современное состояние
На 2017 год в Северном числится 1 улица — Садовая; на 2009 год, по данным сельсовета, село занимало площадь 43,2 гектара на которой, в 5 дворах, проживало 144 человека.

## География
Северное расположено на северо-востоке района, на северном краю предгорья Внутренней гряды Крымских гор, на правом склоне долины реки Кучук-Карасу, высота центра села над уровнем моря — 155 м. Соседние сёла: Павловка в 0,5 км ниже по долине (по шоссе — 2,5 км) и Васильевка, в менее чем 1 км выше по реке. Расстояние до райцентра — около 20 километров (по шоссе), до ближайшей железнодорожной станции Нижнегорская — примерно 42 километра. Транспортное сообщение осуществляется по региональной автодороге 35Н-089 от шосе Пролом — Заречье (по украинской классификации — С-0-10313).

## История
Первое документальное упоминание села встречается в Камеральном Описании Крыма… 1784 года, судя по которому, в последний период Крымского ханства Джаафер входил в Ширинский кадылык Кефинского каймаканства. После присоединения Крыма к России (8) 19 апреля 1783 года, (8) 19 февраля 1784 года, именным указом Екатерины II сенату, на территории бывшего Крымского Ханства была образована Таврическая область и деревня была приписана к Левкопольскому, а после ликвидации в 1787 году Левкопольского — к Феодосийскому уезду Таврической области. После Павловских реформ, с 1796 по 1802 год, входила в Акмечетский уезд Новороссийской губернии. По новому административному делению, после создания 8 (20) октября 1802 года Таврической губернии, Джепар был включён в состав Урускоджинской волости Феодосийского уезда.
По Ведомости о числе селений, названиях оных, в них дворов… состоящих в Феодосийском уезде от 14 октября 1805 года, в деревне Джапар числилось 5 дворов и 35 жителей, исключительно крымских татар. На военно-топографической карте генерал-майора Мухина 1817 года обозначена деревня Джаафер с 15 дворами. После реформы волостного деления 1829 года Джапар отнесли к Борюсской (варианты: Бёрюсская, Бурюкская) волости (переименованной из Урускоджинской). На карте 1836 года в деревне обозначены 15 дворов и дом Кутинникова. Видимо, в эти годы, вследствие эмиграции татар в Турцию, деревня опустела и на карте 1842 года Джапар обозначен условным знаком «малая деревня», то есть, менее 5 дворов.
В 1860-х годах, после земской реформы Александра II, деревню приписали к Шейих-Монахской волости. В «Списке населённых мест Таврической губернии по сведениям 1864 года», составленном по результатам VIII ревизии 1864 года, Джафар — владельческая русская деревня с 8 дворами и 43 жителями при речке Малой Кара-Су (на трехверстовой карте Шуберта 1865—1876 года в деревне Джафар обозначено 6 дворов). В «Памятной книге Таврической губернии 1889 года», по результатам Х ревизии 1887 года, записан Джапар с 29 дворами и 111 жителями. На верстовой карте 1890 года в деревне обозначено 13 дворов с русским населением. По «…Памятной книжке Таврической губернии на 1892 год» в деревне Джепар, входившей в Васильевское сельское общество, числилось 40 жителей в 8 домохозяйствах, а в безземельной деревне Джапар, не входившей ни в одно сельское общество, было 17 жителей, у которых домохозяйств не числилось.
После земской реформы 1890-х годов, которая в Феодосийском уезде прошла после 1892 года, Джафар отнесли к Салынской волости того же уезда. По «…Памятной книжке Таврической губернии на 1900 год» в деревне Джепар, входившей в Васильевское сельское общество, числилось 112 жителей в 27 дворах. В Статистическом справочнике Таврической губернии. Ч.II-я. Статистический очерк, выпуск пятый Феодосийский уезд, 1915 год Джепар не числится.
После установления в Крыму Советской власти, по постановлению Крымревкома от 8 января 1921 года была упразднена волостная система и село вошло в состав вновь созданного Карасубазарского района Симферопольского уезда, а в 1922 году уезды получили название округов. 11 октября 1923 года, согласно постановлению ВЦИК, в административное деление Крымской АССР были внесены изменения, в результате которых округа ликвидировались, Карасубазарский район стал самостоятельной административной единицей и село включили в его состав. Согласно Списку населённых пунктов Крымской АССР по Всесоюзной переписи 17 декабря 1926 года, в селе Джапар, Васильевского сельсовета (в котором село состоит всю дальнейшую историю) Карасубазарского района, числилось 38 дворов, все крестьянские, население составляло 155 человек, из них 144 русских, 10 украинцев, один грек.
В 1944 году, после освобождения Крыма от фашистов, 12 августа 1944 года было принято постановление № ГОКО-6372с «О переселении колхозников в районы Крыма», в исполнение которого в район завезли переселенцев: 6000 человек из Тамбовской и 2100 — Курской областей, в том числе и в Бахчи-Эли, а в начале 1950-х годов последовала вторая волна переселенцев из различных областей Украины. С 25 июня 1946 года Джапар в составе Крымской области РСФСР. Указом Президиума Верховного Совета РСФСР от 18 мая 1948 года, Джапар (или Джепар) переименовали в деревню Северная (статус села, видимо, присвоили позже). 26 апреля 1954 года Крымская область была передана из состава РСФСР в состав УССР. В период с 1954 по 1968 год к Северному присоединили село Длинное. По данным переписи 1989 года в селе проживало 124 человека. С 12 февраля 1991 года село в восстановленной Крымской АССР, 26 февраля 1992 года переименованной в Автономную Республику Крым. С 21 марта 2014 года в составе Крыма аннексировано Россией.